# 1883 dans le catholicisme
Chronologie du catholicisme
- 1879
- 1880
- 1881
- 1882
- 1883
- 1884
- 1885
- 1886
- 1887

Cet article présente les faits marquants de l'année 1883 dans le catholicisme.

## Évènements
- 5 au 10 juin : Congrès eucharistique international à Liège.
- 16 juillet : Pose de la première pierre de la basilique Notre-Dame-du-Rosaire de Lourdes
- 1er septembre : Encyclique Supremi apostolatus de Léon XIII sur le Rosaire

## Naissances
- 16 janvier : Émile Barthès, prélat français, évêque auxiliaire d'Albi et évêque titulaire de Verbe (de) († 18 mai 1939)
- 23 janvier : Henri Garnier, prêtre et missionnaire français en Chine († 5 septembre 1965)
- 30 janvier : Bienheureuse Hildegarde Burjan, femme politique, religieuse d'origine juive activiste sociale et fondatrice autrichienne († 11 juin 1933)
- 31 janvier : Bienheureux Grégoire Lakota, prélat polonais de rite gréco-catholique ukrainien, martyr du communisme († 12 novembre 1950)
- 12 février : Licinio Refice, prêtre et compositeur italien († 11 septembre 1954)
- 16 février : Bienheureuse Maria Troncatti, religieuse italienne, missionnaire en Équateur († 25 août 1969)
- 19 février : Étienne Blanchard, prêtre et auteur canadien († 1952)
- 20 février : Louis Schram, prêtre, orientaliste, mongoliste et missionnaire belge en Chine († 1971)
- 24 février : Amleto Cicognani, cardinal italien de la Curie, cardinal-secrétaire d’État, précédemment diplomate du Saint-Siège et archevêque titulaire de Laodicée-en-Phrygie (de) († 17 décembre 1973)
- 3 mars : Liévin Thésin, prêtre, résistant et espion belge de la Première Guerre mondiale († 9 février 1972)
- 14 mars : Enrico Valtorta, prélat et missionnaire italien, premier évêque de Hong Kong († 3 septembre 1951)
- 22 mars : Denis Buzy, prêtre, exégète, archéologue et missionnaire français († 21 mai 1965)
- 29 mars : Henri Auger, prêtre français, missionnaire au Japon, tué durant la bataille de Verdun († 6 mars 1916)
- 31 mars : Auguste Grimault, prélat et missionnaire français, vicaire apostolique de Sénégambie et évêque titulaire de Maximianopolis-en-Palestine (de) († 18 juin 1980)
- 30 avril : Armand Coupel, prélat français, évêque de Saint-Brieuc († 7 juin 1966)
- 4 mai : Bienheureux Grimoald de la Purification, religieux passioniste italien († 18 novembre 1902)
- 15 mai : Maurice Feltin, cardinal français, archevêque de Paris († 27 septembre 1975)
- 14 juin : 
  - Lucien Cerfaux, prêtre, théologien et bibliste belge († 11 août 1968)
  - François de Paule Vallet, prêtre jésuite et prédicateur espagnol († 13 août 1947)
- 27 juin : François Berlier de Vauplane, prêtre jésuite et éducateur français († 2 juillet 1939)
- 10 juillet : Bienheureuse Blandine Merten, religieuse et enseignante allemande († 18 mai 1918)
- 10 août : Fernando Cento, cardinal italien de la Curie, précédemment diplomate du Saint-Siège et archevêque titulaire de Séleucie-de-Piérie (de) († 13 janvier 1973)
- 29 août : Henricus Lamiroy, prélat belge, évêque de Bruges († 10 mai 1952)
- 4 septembre : Frédéric Duc, prélat français, évêque de Maurienne († 24 juin 1975)
- 19 septembre : Henri-Xavier Arquillière, prêtre, théologien et enseignant français († 14 juillet 1956)
- 28 septembre : Albert Peyriguère, prêtre français, ermite au Maroc († 26 avril 1959)
- 2 novembre : Jean-Marie-Rodrigue Villeneuve, cardinal canadien, archevêque de Québec († 17 janvier 1947)
- 6 novembre : Giuseppe Fietta, cardinal italien, diplomate du Saint-Siège et archevêque titulaire de Serdica (de) († 1er octobre 1960)
- 7 novembre : Valerio Valeri, cardinal italien de la Curie, précédemment diplomate du Saint-Siège et archevêque titulaire d'Éphèse (de) († 22 juillet 1963)
- 21 novembre : Charles Hubert Le Blond, prélat américain, évêque de Saint Joseph puis évêque titulaire d'Orcistus (de) († 30 décembre 1958)
- 28 novembre : Guillaume Sembel, prélat français, évêque de Dijon († 11 avril 1964)
- 14 décembre : Georg Weig, prélat et missionnaire allemand, vicaire apostolique de Tsingtao et évêque titulaire de Antandrus (de) († 3 octobre 1941)
- 27 décembre : Eugène Venance Guichard, prélat français, préfet apostolique de Yiduxian (es) († 2 mars 1937)

## Décès
- 10 janvier : Bienheureux Mamerto Esquiú, enseignant, prélat et missionnaire argentin, évêque de Córdoba (° 11 mai 1826)
- 30 janvier : Pierre-Adolphe Pinsonnault, prélat canadien, premier évêque de London (° 23 novembre 1815)
- 22 février : Antoine Cariot, prêtre et botaniste français (° 1820)
- 23 février : Inácio do Nascimento Morais Cardoso, cardinal portugais, patriarche de Lisbonne (° 20 décembre 1811)
- 1er mars : Félix Verreydt, prêtre jésuite et missionnaire belge aux États-Unis (° 18 février 1798)
- 7 mars : Edmond Boulbon, moine trappiste français, premier abbé de l'abbaye Saint-Michel de Frigolet (° 14 janvier 1817)
- 18 mars : Bienheureuse Marthe Le Bouteiller, religieuse française (° 2 décembre 1816)
- 31 mars : Pier Francesco Meglia, cardinal italien, diplomate du Saint-Siège et archevêque titulaire de Damas (de) (° 3 novembre 1810)
- 21 avril : Ruggero Luigi Emidio Antici Mattei, cardinal italien de la Curie (° 23 mars 1811)
- 12 juin : Bienheureuse Mercedes de Jesús Molina, religieuse équatorienne, fondatrice des Sœurs de sainte Marianne de Jésus (° 24 septembre 1828)
- 18 juin : François-Norbert Blanchet, prélat et missionnaire canadien, premier archevêque de Portland (° 3 septembre 1795)
- 4 juillet : John Baptist Purcell, prélat américain, premier archevêque de Cincinnati (° 26 février 1800)
- 10 juillet : Pierre-Henri Lamazou, prélat français, évêque d'Amiens (° 8 mai 1828)
- 16 juillet : Théodore-Joseph Gravez, prélat belge, évêque de Namur (° 10 septembre 1810)
- 8 août : Eugène Lion, prélat dominicain et missionnaire français au Moyen-Orient (° 1er juin 1826)
- 30 août : Fidèle Sutter, prélat capucin et missionnaire italien, premier vicaire apostolique de Tunis et évêque titulaire de Rosalia (de) puis d'Ancyre (de) (° 16 mars 1796)
- 20 septembre : Pierre Chaignon, prêtre jésuite et écrivain français (° 8 octobre 1791)
- 29 septembre : Victor-Auguste Dechamps, cardinal belge, archevêque de Malines et primat de Belgique (° 6 décembre 1810)
- 28 octobre : Henri de Bonnechose, cardinal français, archevêque de Rouen (° 30 mai 1800)
- 27 novembre : Charles Théodore Colet, prélat français, archevêque de Tours (° 30 avril 1806)
- 8 décembre : François Gros, prélat français, évêque de Tarentaise (° 28 février 1801)
- 27 décembre : Napoléon-Joseph Perché, prélat et missionnaire français, archevêque de La Nouvelle-Orléans (° 10 janvier 1805)
- 28 décembre : Antonio Saverio De Luca, cardinal italien de la Curie, précédemment diplomate du Saint-Siège et archevêque titulaire de Tarse  (° 28 octobre 1805)